# عاشق دیوانه‌وار (فیلم ۱۹۹۲)
عاشق دیوانه‌وار (انگلیسی: Obsessed) فیلمی هندی در ژانر رمانتیک است که در سال ۱۹۹۲ منتشر شد. از بازیگران آن می‌توان به ریشی کاپور، شاهرخ خان، دیویا بهرتی، و آمریش پاری اشاره کرد.

## داستان فیلم
کاجال (دیویا بهارتی) عاشق خواننده معروف راوی (ریشی کاپور) می‌شود و با او ازدواج می‌کند. عموی حریص راوی پراتاپ (امریش پوری) و پسر عموی نارندرا (مهنیش بهل) مصمم هستند که ثروت راوی را حفظ کنند. نارندرا ابتدا سعی می‌کند به کژال تجاوز کند اما دستگیر می‌شود. پس از آن پراتاپ، آدم‌هایی را استخدام می‌کند تا راوی را بکشند، که همراه با پسر پراتاپ، نارندرا، او را از صخره‌ای پرت می‌کنند.
مادرشوهر کژال (سوشما ست) کژال را به شهر دیگری می‌برد تا زندگی جدیدی را آغاز کند. در یک شهر جدید، کژال بیوه و افسرده سعی می‌کند درد خود را فراموش کند. یک روز مرد جوانی به نام راجا (شاهرخ خان) با کژال آشنا می‌شود و عاشق او می‌شود. هنگامی که او به عشق خود، کژال اعتراف می‌کند، او نشان می‌دهد که او بیوه است. پدر رجا از خدمتکارانش می‌خواهد که از شر کژال خلاص شوند. راج با یادگیری این موضوع رابطه خود را با پدرش پایان می‌دهد. او از مادرشوهر کژال تقاضای ازدواج می‌کند. مادرشوهرش احساس می‌کند که کژال باید دوباره ازدواج کند، بنابراین او را متقاعد می‌کند. راجا و کژال با هم ازدواج می‌کنند اما کژال او را نمی‌پذیرد. یک روز پس از بازگشت از بیمارستان، کژال می‌پذیرد و عاشق او می‌شود و سرانجام هر دو با هم خوشبخت می‌شوند. یک روز پادشاه مردی را از دست غرور نجات می‌دهد. او با او رفتار می‌کند و با مردی که راوی است دوست می‌شود. وقتی راجا راوی را به خانه می‌آورد، کژال از دیدن اینکه دوست جدید شوهرش شوهر اول اوست، شوکه می‌شود. با این حال، هنگامی که حقیقت فاش شد، کژال با راجا و مادر راوی با راوی می‌ماند. عموی راوی متوجه می‌شود که راوی زنده است و راجا و کژال را می‌رباید. کژال به بمب بسته شده‌است. راوی موفق می‌شود بمب را منفجر کند، اما پراتاپ ظاهر می‌شود و می‌گوید که راجا را می‌کشد و کژال را بیوه می‌کند. راوی بمب را منفجر می‌کند که باعث انفجاری بزرگ می‌شود و پرتاپ و همچنین راوی را می‌کشد. کژال و راجا با هم می‌مانند و یاد راوی را گرامی می‌دارند.